# Stazione di León

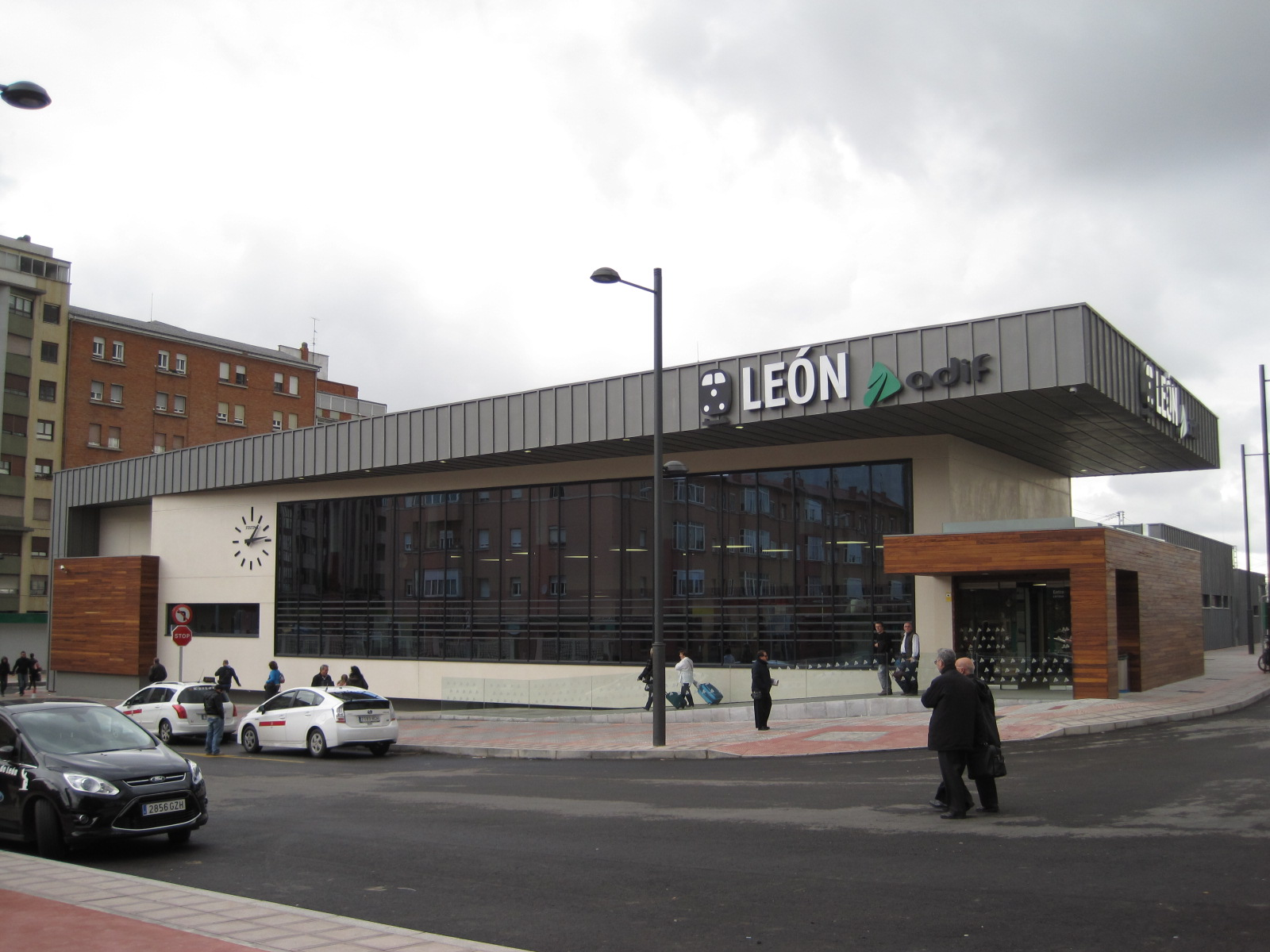
Stazione di León

La stazione di León è la principale stazione ferroviaria della città spagnola di León.
Dal 18 marzo 2011 sostituisce la vecchia stazione del nord.
La stazione si trova lungo il prolungamento del viale Ordono II e a pochi metri dalla vecchia stazione.